# Преступление на Петровацкой дороге
Преступление на Петровацкой дороге (серб. Злочин на Петровацкој цести) — авиаудар хорватских боевых самолётов по колонне беженцев из Сербской Краины, которая двигалась по дороге между Босански-Петровацем и Ключом на территории Республики Сербской. В результате авиаудара погибли десять гражданских лиц, в том числе четверо детей. Около 50 человек были ранены.

## История

### Бомбардировка
4 августа 1995 года хорватская армия начала операцию «Буря». Уже в первый день боев, оценив складывающуюся обстановку на фронте как угрожающую, руководство Сербской Краины постановило начать эвакуацию гражданского населения из нескольких общин. Вскоре после этого покидать Краину начали и жители других муниципалитетов. Колонны беженцев несколькими путями двигались в Республику Сербскую. В ряде случаев колонны были атакованы хорватской армией.
7 августа 1995 года колонна сербских беженцев из разных населенных пунктов Лики и Северной Далмации близ Мартин-Брода пересекла границу и оказалась на территории, которую тогда контролировала Республика Сербская. Она двигалась по дороге между Босански-Петровацем и Ключом. Близ населенного пункта Бравско колонну атаковали два МиГ-21 хорватских ВВС, выпустившие по ней несколько неуправляемых ракет. По сообщению очевидцев из числа бывших в колонне беженцев, в ней не было воинских подразделений, среди беженцев были только гражданские лица. Были уничтожены несколько транспортных средств. Погибли десять человек, в том числе четверо детей. Около 50 человек были ранены. Беременная жена одного из погибших мужчин, сама получившая ранение во время бомбардировки, спустя 20 дней скончалась во время родов в Нови-Саде.
Раненые были доставлены в больницу Босански-Петроваца.

### Дальнейшие события
Сбором доказательств длительное время занималась прокуратура Республики Сербской, которая собранные материалы позднее передала прокуратуре Боснии и Герцеговины, начавшей собственное расследование. Также Министерство внутренних дел Республики Сербской выдвинуло обвинение против ряда офицеров хорватских ВВС. За прошедшие после начала расследования годы прокуратура Боснии и Герцеговины так и не выдвинули обвинений против конкретных лиц. По данным Саво Штрбаца, директора сербской неправительственной организации «Веритас», это обусловлено отказом Хорватии дать информацию, которую запросила боснийская прокуратура. По его словам, Хорватия отказалась назвать имена пилотов, которые управляли нанесшими авиаудар самолётами.
Human Rights Watch перечисляет массовое убийство на Петровацкой дороге среди «злоупотреблений» хорватской армии и сообщает, что в случае, если хорватские войска прямо атаковали гражданских лиц, это считается не просто серьёзным нарушением международного гуманитарного законодательства, но военным преступлением; в случае же, если среди колонны беженцев были военные, смерть гражданских лиц может считаться не нарушением законов войны, а косвенным или случайным последствием в остальном допустимой атаки.
В 2012 году хорватские правозащитники опубликовали сообщение, в котором выразили солидарность с семьями жертв бомбардировки и призвали общественность обратить внимание на «тяжелое наследие нерасследованных преступлений».
19 сентября 2019 года президент Сербии Александр Вучич пообещал выделить средства на строительство церкви на месте авиаудара по колонне беженцев.

## Памятник жертвам бомбардировки
В августе 2006 года на месте бомбардировки был поставлен деревянный крест в память о погибших. Его установила Республиканская организация семей пленных и погибших бойцов и пропавших без вести гражданских лиц Республики Сербской. В 2010 году организация «Веритас» установила возле креста мраморные таблички с именами жертв авиаудара. Тогда же был начат сбор средств на новый памятник.
В ночь с 3 на 4 июля 2011 года памятник жертвам был разрушен вандалами. Их личности не были установлены. 7 августа 2011 года на месте бомбардировки был поставлен новый металлический крест высотой 6,5 метров, выполненный по проекту Марко Билбии. Большая часть средств на его установку была собрана в виде пожертвований. Крест освятил епископ Бихачско-Петровацкий Хризостом.